# Fur - Un ritratto immaginario di Diane Arbus
Fur - Un ritratto immaginario di Diane Arbus è un film del 2006 diretto da Steven Shainberg.
Basato sul romanzo Diane Arbus: Una biografia di Patricia Bosworth, il film è un ritratto immaginario di Diane Arbus, un'artista del XX secolo, che sfidò le convenzioni sovvertendo il concetto di bello e brutto e innovando la fotografia.

## Trama
Diane Arbus è una fotografa e artista americana che vive a New York con suo marito Allan e le sue due figlie. Durante i preparativi di una sfilata di vestiti progettati da lei, la vita di Diane cambia completamente a causa dell'arrivo di un nuovo vicino di casa di nome Lionel Sweeney. Diane rimane molto colpita da quest'uomo misterioso tanto da recarsi dapprima nel suo appartamento e quindi cominciando a frequentarlo assiduamente.
Durante i loro incontri i due si rivelano i propri segreti più profondi: Lionel le rivela di essere affetto da una rara malattia che causa la rapida crescita di peli in tutto il corpo, il quale è appunto coperto da una fitta "pelliccia" che gli copre ogni centimetro di pelle. Diane abbandona la sua monotona vita da casalinga per scoprire i nuovi luoghi e le nuove persone che Lionel la porta a visitare.
Un giorno però Lionel le rivela che la malattia lo sta portando alla morte, bloccandogli lentamente la respirazione e l'uso dei polmoni. Lionel, ormai innamorato di Diane e da lei ricambiato, si fa completamente radere per poi lasciarsi andare ad un'intensa notte di passione con la sua amata. Ora che Diane sa finalmente ciò che da sempre ha rappresentato per Lionel, questi le dona una pelliccia fatta con i suoi peli e, dopo un triste addio, si lascia volontariamente annegare fra le onde dell'oceano.

## Distribuzione
Presentato nella sezione Première della Festa del Cinema di Roma 2006, è uscito nelle sale italiane il 20 ottobre 2006.

## Accoglienza

### Incassi
Il film ha incassato globalmente quasi 2,5 milioni di dollari.